# Майк Херон
Майк Херон (англ. Mike Heron; род. 27 декабря 1942, Эдинбург, Шотландия) — шотландский музыкант-мультиинструменталист, певец и композитор. Наибольшую известность приобрёл как участник и один из основателей группы The Incredible String Band в 1960-е и 1970-е годы.

## Биография
Херон был рожден в Эдинбурге, Шотландия. Учился в Королевской средней школе Эдинбурга, затем продолжил обучение в школе имени Джорджа Хериота, где его отец работал учителем. Он отучился один год в Эдинбургском университете, прежде чем уйти, чтобы продолжить обучение на бухгалтера.
Он играл в R&B и поп-группах Эдинбурга, включая Saracens, и в конце 1965 года успешно прошел прослушивание, присоединившись к The Incredible String Band с Робином Уильямсоном и Клайвом Палмером
Херон также выпустил ряд сольных записей, в основном более рок-ориентированных, чем материал Incredible String Band.  Первый из них, Smiling Men with Bad Reputations , выпущенный в 1971 году, когда он еще был членом ISB, вывел эклектику на новый уровень, смешав рок, фолк и мировую музыку в атмосферное целое. Среди музыкантов, принявших участие в записи, были Пит Таунсенд , Кит Мун , Дункан Браун и Ронни Лейн (как «Tommy & the Bijoux»), Джон Кейл , Ричард Томпсон , Дэйв Мэттакс , Саймон Никол , Дэйв Пегг , Дуду Пуквана , Элтон Джон и Стив Уинвуд.
The Incredible String Band распалась в сентябре 1974 года. С тремя другими участниками последнего «электрического» состава ISB — Грэмом Форбсом, Джоном Гилстоном и Малкольмом Ле Местром он сформировал группу Mike Heron's Reputation, позже известную просто как Heron, с которой он записывался и гастролировал до 1977 года.  В 1977–78 годах, все еще живя в коттедже Glen Row недалеко от Иннерлейтена , который был домом и штаб-квартирой Incredible String Band, он записывал песни, которые в конечном итоге были изданы как The Glen Row Tapes . В 1979 году он выпустил сольный альбом на Casablanca Records . Затем он отошел от выступлений на несколько лет. В 1990-х годах он вновь появился с новой группой, Mike Heron's Incredible Acoustic Band, и выпустил альбом Where the Mystics Swim .
В 2017 году Херон и его друг, поэт и писатель Эндрю Грейг , опубликовали мемуары под названием « Вы знаете, кем вы могли бы быть: настраиваясь на 1960-е» .  Часть книги, посвященная Херону, — рассказ о его жизни с 1957 по 1966 год — занимает страницы 5–104.

## Сольная дискография
- Smiling Men with Bad Reputations (1971)
- Mike Heron's Reputation (1975)
- Diamond of Dreams (as Heron)  (1977)
- Mike Heron (1979)
- The Glen Row Tapes (1988)
- Where the Mystics Swim (1996)
- Conflict of Emotions (1998)
- Futurefield (2002)
- Echo Coming Back (2005)